# Mauro Numa
Mauro Numa (né le 18 novembre 1961 à Mestre) est un escrimeur italien pratiquant le fleuret. Il a été double champion olympique au fleuret en 1984 lors des Jeux olympiques de Los Angeles.

## Biographie
En 1978, Mauro Numa remporte, à seulement 17 ans, le titre lors des Championnats du monde juniors, titre mondial qu’il remporte également de nouveau en 1981, trois ans après, un exploit jamais renouvelé.
La carrière internationale « senior » de Mauro Numa commence en 1979, dès l'âge de 18 ans (donc encore junior), période à laquelle il intègre l’équipe nationale italienne de fleuret. En 1980, il ne peut participer aux Jeux olympiques à Moscou en raison du boycott exercé par son pays qui touche les sportifs sous statut militaire.
En 1984, à 22 ans, il participe à ses premiers Jeux olympiques à Los Angeles. Il remporte les deux titres au fleuret (épreuves individuelle et par équipes). En finale du fleuret individuel, il bat l’Allemand Matthias Behr remontant 4 touches de retard dans la dernière minute. Il remporte le match 12-11 à la touche décisive, les deux tireurs n’ayant pu se départager dans le temps réglementaire.
Dans les années qui suivent les Jeux de 1984, Mauro Numa règne en maître de la discipline, remportant quatre titres de champions du monde en 1985, 1986, 1989 et 1990.

## Hommage
Le 7 mai 2015, en présence du président du Comité national olympique italien (CONI), Giovanni Malagò, a été inauguré  le Walk of Fame du sport italien dans le parc olympique du Foro Italico de Rome, le long de Viale delle Olimpiadi. 100 tuiles rapportent chronologiquement les noms des athlètes les plus représentatifs de l'histoire du sport italien. Sur chaque tuile figure le nom du sportif, le sport dans lequel il s'est distingué et le symbole du CONI. L'une de ces tuiles lui est dédiée .

## Palmarès
- Jeux olympiques d'été
  -  Médaille d'or au fleuret individuel aux Jeux olympiques d'été de 1984
  -  Médaille d'or au fleuret par équipe aux Jeux olympiques d'été de 1984
- Championnats du monde d'escrime
  -  Médaille d'or au fleuret individuel aux Championnats du monde d'escrime 1985 à Barcelone
  -  Médaille d'or au fleuret par équipe aux Championnats du monde d'escrime 1985 à Barcelone
  -  Médaille d'or au fleuret par équipe aux Championnats du monde d'escrime 1986 à Sofia
  -  Médaille d'or au fleuret par équipe aux Championnats du monde d'escrime 1990 à Lyon
  -  Médaille d'argent au fleuret par équipe aux Championnats du monde d'escrime 1979 à Melbourne
  -  Médaille d'argent au fleuret par équipe aux Championnats du monde d'escrime 1981 à Clermont-Ferrand
  -  Médaille d'argent au fleuret individuel aux Championnats du monde d'escrime 1982 à Rome
  -  Médaille de bronze au fleuret par équipe aux Championnats du monde d'escrime 1982 à Rome
  -  Médaille de bronze au fleuret individuel aux Championnats du monde d'escrime 1986 à Sofia
  -  Médaille de bronze au fleuret individuel aux Championnats du monde d'escrime 1989 à Denver

- Championnats d'Europe d'escrime
  -  Médaille d'or au fleuret individuel aux Championnats d'Europe d'escrime 1982 à Mödling